# راندي هيندريكس
راندي هيندريكس (بالإنجليزية: Randy Hendricks)‏ هو محامي أمريكي، ولد في 18 نوفمبر 1945.